# 1901
Cette page concerne l'année 1901 (MCMI en chiffres romains) du calendrier grégorien.   Pour les articles homonymes, voir 1901 (homonymie).
L'année 1901 est une année commune qui commence un mardi.
C’est la première année du XXe siècle.

## En bref
- 1er janvier : unification de l'Australie en une fédération.
- 22 janvier : mort de la reine Victoria.
- 2 mars : amendement Platt.
- 4 août : naissance de Louis Armstrong
- 6 septembre : assassinat de William McKinley.
- 1er juillet : loi de 1901 en France.

- Poursuite de la seconde guerre des Boers en Afrique du Sud.

## Événements

### Afrique

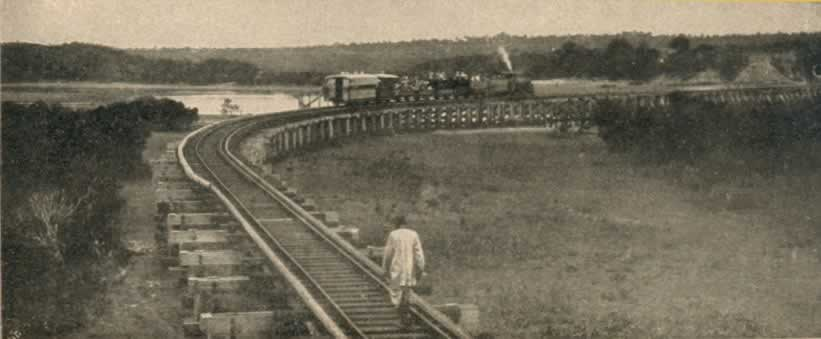
Le chemin de fer de l’Ouganda près de Mombasa vers 1899

- 1er janvier : l’exploratrice Isabella Bird arrive à Tanger. Elle visite les monts Atlas où elle rencontre des Berbères[1].

- 14 février : les frères de Crawhez, partis d’Alger, atteignent Ghardaïa par Laghouat en quatre jours à bord de deux Panhard-Levassor[2].
- 25 février : création de la Banque d’Afrique occidentale pour l’émission de monnaie dans les colonies françaises[3].
- Février : mort du sultan du Ouadaï Ibrahim à l’issue d’une guerre civile. Abu-Ghazali lui succède jusqu’en décembre[4].

- 26 avril, Algérie : les colons de Margueritte sont assaillis par la population musulmane révoltée contre la colonisation. Cinq européens sont tués et la répression fait seize morts parmi les insurgés ; 107 indigènes sont inculpés lors d’un procès tenu à Montpellier[5].
- 29 mai, seconde guerre des Boers : victoire boer à la bataille de Vlakfontein[6].

- 6 juillet : Laperrine est nommé commandant supérieur des oasis sahariennes ; il entreprend de pacifier le Sahara[7].

- 4-5 septembre : victoire britannique sur les Boers à la bataille de Groenkloof[8].
- 17 septembre : victoires boer à la Bloedrivier Poort et à Elands River[9].
- 16 septembre : une lettre circulaire au corps diplomatique signée du représentant du sultan à Tanger Mohammed El Torrès annonce une réforme générale de l’impôt au Maroc[10] ; le sultan Abd al-Aziz, qui gouverne avec l’aide de conseillers européens, applique une grande réforme administrative et fiscale : suppression des impôts coraniques et transformation des caïds en salariés du Makhzen. Ces mesures révolutionnaires imposées brutalement suscitent une vague de mécontentement chez les notables qui entrent en lutte ouverte contre le gouvernement central. Le Maroc se divise entre plusieurs factions que le sultan n’a pas les moyens de contrôler.
- 26 septembre : la confédération confédération ashanti est démantelée et devient une colonie britannique placée sous l’autorité de la Gold Coast, colonie depuis 1874[11].

- 30 octobre : victoire boer à la bataille de Bakenlaagte[12].
- 20 décembre : achèvement du chemin de fer de l’Ouganda qui relie Mombasa à Port-Florence sur le lac Victoria[13].
- 25 décembre : victoire boer sur les Britanniques à la bataille de Groenkop[6].

- Décembre : début du règne de Doudmourrah, sultan du Ouadaï (fin en 1911)[4].

### Amérique

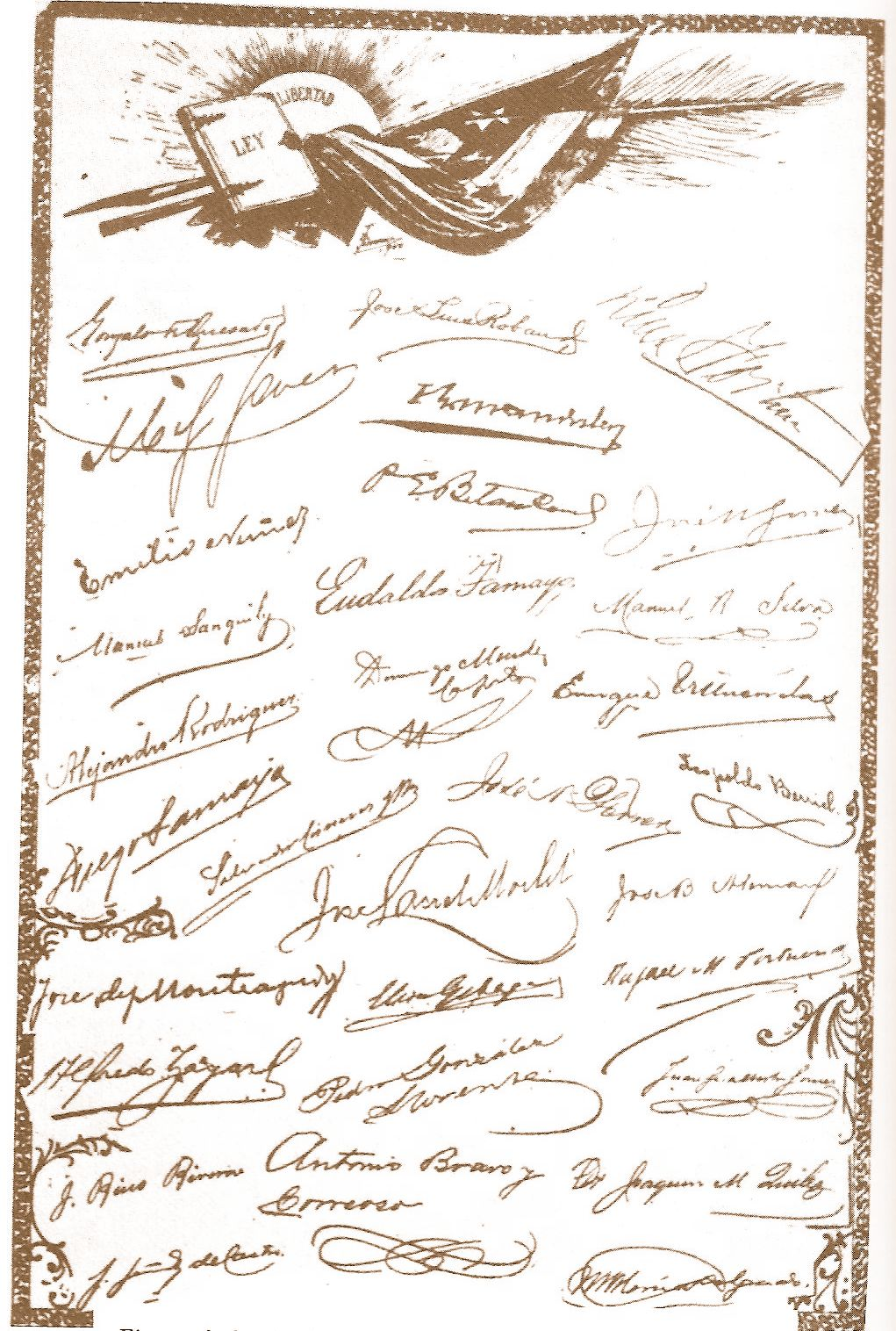
21 février : constitution cubaine.

- 21 février : une constitution républicaine est adoptée à Cuba. Elle institue le suffrage universel masculin. L’indépendance de Cuba est proclamée, mais l’île reste occupée par les troupes américaines[14].
- 2 mars : l’amendement Platt reconnaît un droit d’intervention des États-Unis à Cuba. D’abord rejeté par la Convention constitutionnelle cubaine, il est finalement adopté le 12 juin après trois mois de pressions américaines[15].

- 5 mai, Yucatan : prise de Chan Santa Cruz, capitale des cruzoob désertée par ses habitants[16]. Les dernières communautés Mayas indépendantes sont soumises par le gouvernement mexicain, ce qui met fin à la guerre des castes.

- 11 juin : traité d’Aramayo, approuvé par le Congrès bolivien le 21 décembre[17]. La Bolivie remet l’Acre entre les mains d’un groupe américain : Bolivian Syndicate.

- 1er septembre : le général Leónidas Plaza Gutiérrez arrive au pouvoir en Équateur (1901-1905 et 1912-1916)[18].
- 6 septembre : attentat contre William McKinley[19].
- 14 septembre : à la suite du décès de William McKinley, Theodore Roosevelt devient président des États-Unis[20].

- 22 octobre : ouverture à Mexico de la deuxième conférence internationale des États américains (en)[21].

- 18 novembre, Panama : le Royaume-Uni et les États-Unis signent un accord (Traité Hay-Pauncefote) sur le percement du canal de Panama[21].

- 6 décembre : aggravation du conflit andin entre l’Argentine et le Chili. Les actes Yañez-Portela sur la délimitation de la frontière entre l'Argentine et le Chili sont signés à Santiago le 25 décembre après la médiation de la Grande-Bretagne[22].

### Asie et Pacifique

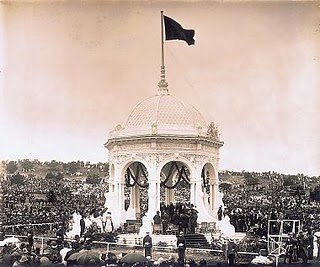
: célébration de l’unification de l’Australie au Centennial Park de Sydney

- 1er janvier : les colonies d’Australie-Occidentale, du Victoria, d’Australie-Méridionale, de Tasmanie, du Queensland, et de Nouvelle-Galles du Sud se fédèrent pour former le Commonwealth d’Australie[23]. L’Australie se voit confier l’administration du sud-est de la Nouvelle-Guinée.
- 29 janvier : un édit de l’impératrice douairière Cixi, réfugiée à Xi’an, marque le début des réformes en Chine. Modernisation de l’État, assemblées élues, armée moderne, code pénal moderne, réforme de l’enseignement (abolition du système des examens, responsable de l’attitude conservatrice de l’administration en 1905)[24].
- 23 mars : le président de la République des Philippines Emilio Aguinaldo est capturé par les Américains à Palanan[25].

- 5 avril : la Russie abandonne le projet de traité négocié par Yang Ju et Lamsdorff. Sous la pression du Japon et du Royaume-Uni, la Chine refuse de céder la Mandchourie à la Russie[26].
- 19 avril : le leader philippin Emilio Aguinaldo demande à ses compatriotes de se soumettre aux États-Unis[27].

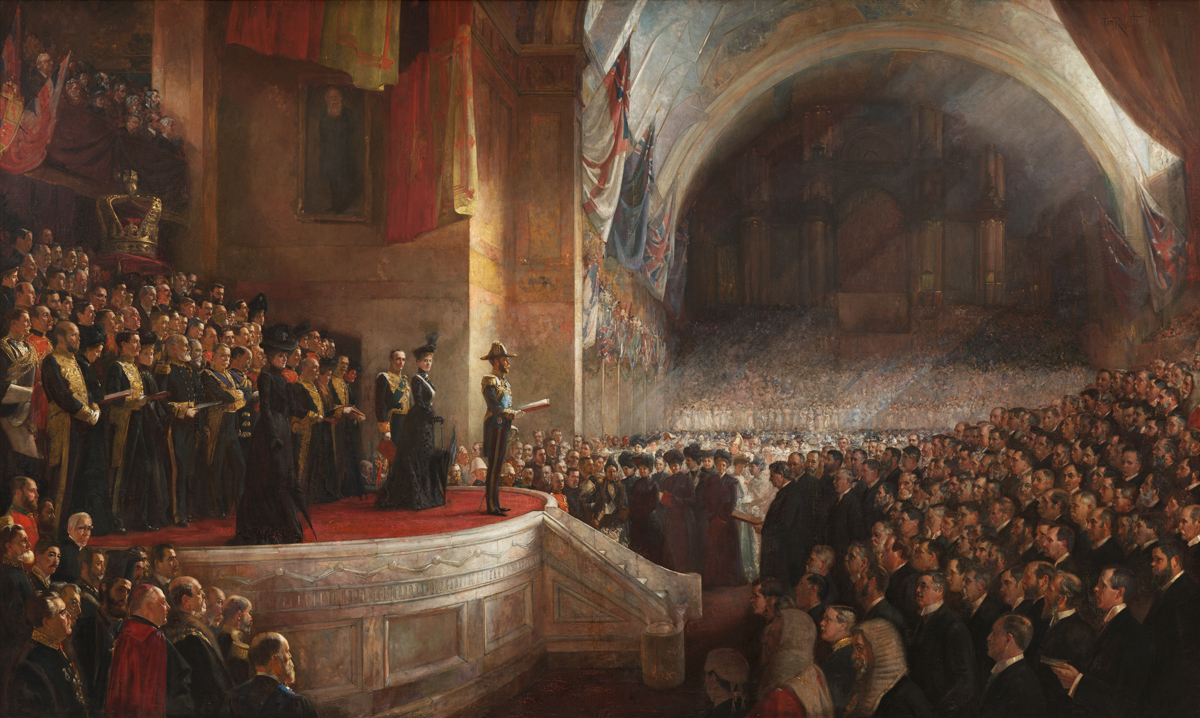
9 mai : inauguration du parlement d’Australie.

- 9 mai : inauguration du parlement d’Australie à Melbourne par le duc d’York[23].
- 28 mai: une compagnie britannique (William Knox D’Arcy) reçoit une concession de forage pétrolier pour 60 ans en Perse[28].

- 4 juillet : William Howard Taft devient gouverneur civil des Philippines[27].

- 5 août : l’explorateur suédois Sven Hedin tente vainement d’entrer à Lhassa après avoir parcouru le Tibet[29].

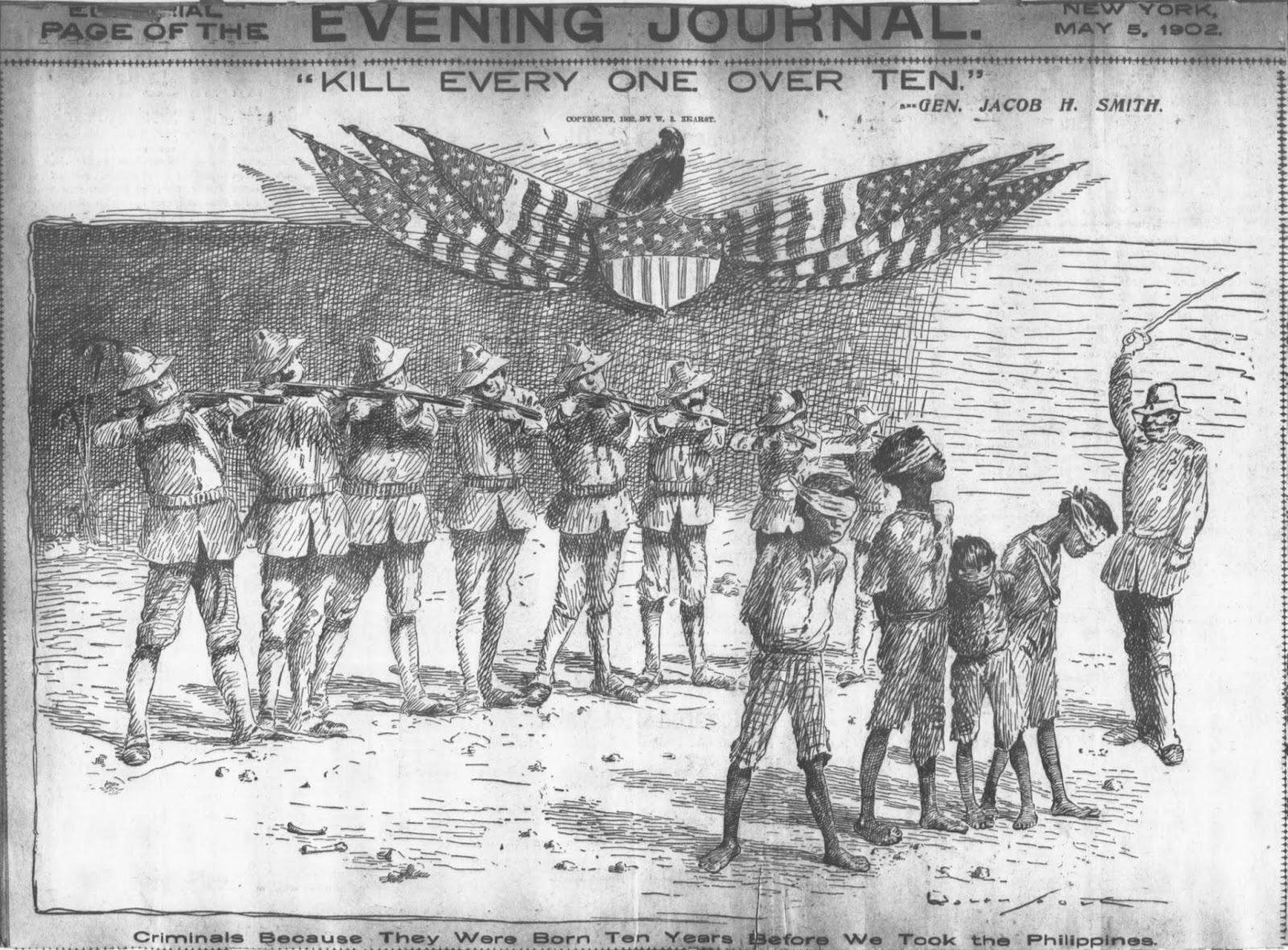
28 septembre : massacre de Balangiga. Exécution de Philippins sur ordre du général américain Jacob Hurd Smith.

- 7 septembre : protocole de paix signé à Pékin entre les pays occidentaux, la Russie, le Japon et l’Empire Qing, qui met fin à la révolte des Boxers[31].

- 28 septembre : à la suite du massacre de Balangiga aux Philippines, lors duquel 48 soldats américains sont tués par les insurgés philippins, le général américain Jacob Hurd Smith donne l’ordre à ses officiers de tuer tous les Philippins mâles de l’île de Samar de plus de 10 ans[32]. Les historiens ne s’accordent pas sur le chiffre des victimes de ces mesures de représailles, qui auraient fait 2 000/2 500 morts selon les uns et près de 50 000 selon les autres.
- 3 octobre : début du règne de Habibullah Khan, roi d’Afghanistan[33].

- 4 novembre : la commission Taft promulgue le Sedition Act qui interdit de prôner l’indépendance des Philippines ou leur séparation d'avec les États-Unis, même par des moyens pacifiques, sous peine de mort ou d’une longue peine de prison[34].
- 20 novembre, résistance des Arméniens en Turquie : début de l’affaire du monastère d’Arakelots, menée par Andranik, qui résiste avec une soixantaine de partisans pendant 19 jours au siège du monastère par 1 200 soldats turcs puis parvient à fuir à la faveur de la nuit[35].

- Novembre, Chine : Yuan Shikai devient gouverneur général du Zhili et de ministre du Beiyang (fin en 1907)[36].
- 23 décembre : loi de restriction de l’immigration en Australie[37], privilégiant l’immigration européenne blanche (White Australia Policy).
- 26-30 décembre : 5e Congrès sioniste à Bâle[38], et création du Fonds national juif (Keren Kayemeth LeIsraël, K.K.L.), chargé de l’achat des terres en Palestine, base du domaine foncier public israélien[39].

### Europe
- 22 janvier : mort à Osborne House de la reine Victoria. Début du règne d'Édouard VII (fin en 1910)[40].
- 23 janvier, Whitehall : discours du trône d’Édouard VII, nouveau souverain britannique[41].

- 27 février (14 février du calendrier julien) : assassinat du ministre de l’Instruction publique russe Nikolaï Bogolepov par le socialiste révolutionnaire Piotr Karpovitch[42].
- 9 mars, Russie[43] (24 février du calendrier julien) : le procureur général du saint-synode Pobiedonostsev fait prononcer l’excommunication de Léon Tolstoï[44].

- Mars : recrudescence de l’agitation étudiante en Russie ; manifestations de rue violemment réprimées[45].

- 6 mars :
  - attentat anarchiste contre l’empereur d’Allemagne Guillaume II à Brême. Il est atteint à la joue droite, au- dessous de l’œil, d’un morceau de fer lancé par un ouvrier, Dietrich Weiland[46].
  - gouvernement libéral de Práxedes Mateo Sagasta en Espagne (fin le 6 décembre 1902)[47].
- 31 mars : publication du recensement au Royaume-Uni[48] qui dénombre 37 093 436 Britanniques (dont 32 527 813 en Angleterre et au pays de Galles, 4,5 millions en Écosse) et 4 440 000 Irlandais.

- 18 avril : décret Hintze Ribeiro. Les congrégations religieuses se livrant à des activités éducatives et caritatives sont autorisées au Portugal[49].
- 25 avril : fondation de la Ligue régionale catalane (la Lliga)[50]. Manifestations en Catalogne contre les jésuites. La séparation de l’Église et de l’État est réclamée.

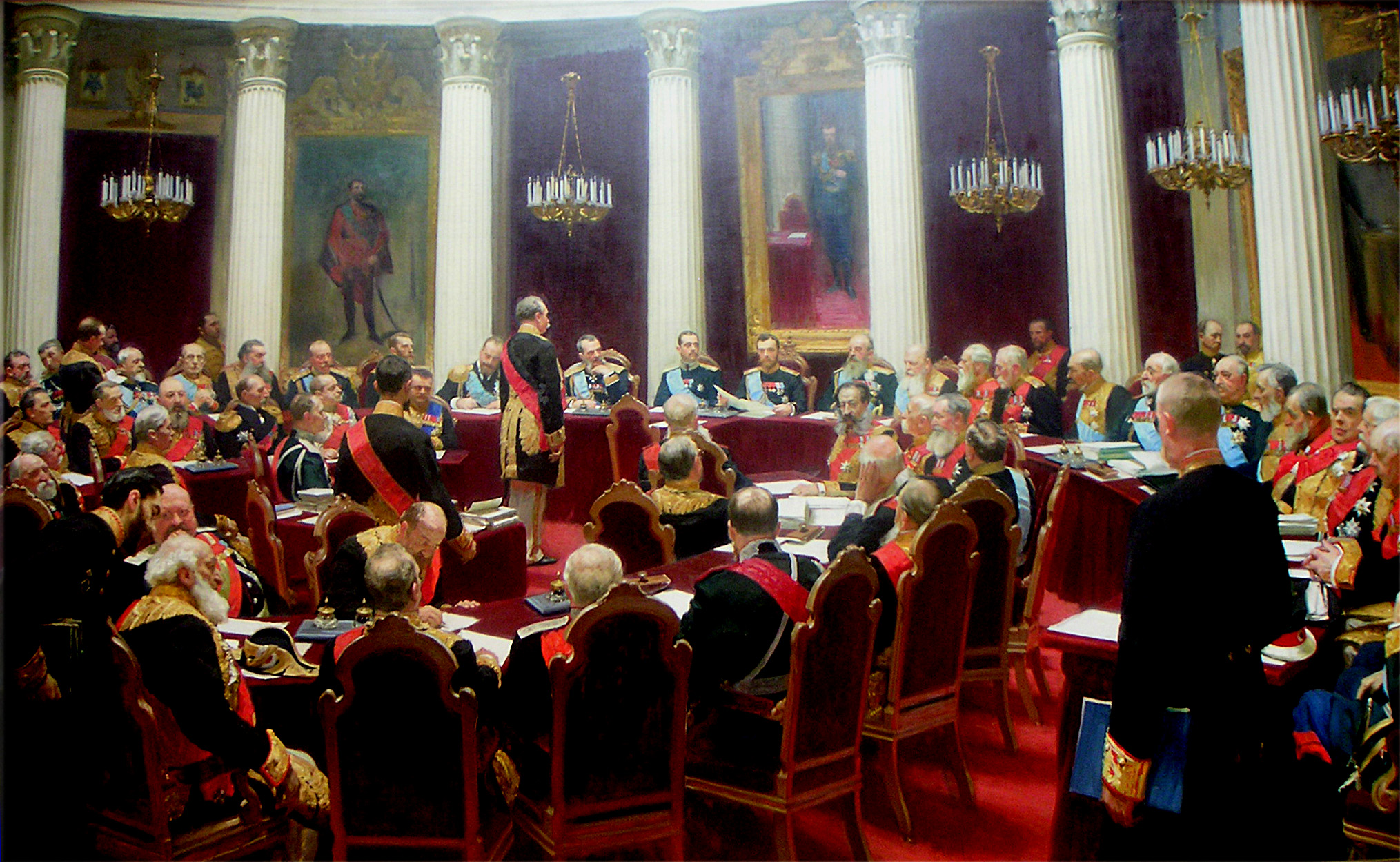
5 mai : Session protocolaire pour le centenaire du Conseil d’État, peinte par Ilia Répine

- 11 mai, Norvège : la Chambre basse de Norvège (Odelsthing) adopte un projet admettant les femmes imposées pour un revenu d'au moins 300 couronnes au droit de vote dans les assemblées communales[51].
- 16 mai, Vatican : le pape Léon XIII publie l’encyclique Gravissimas[52].
- 22 mai, Italie : Gaetano Bresci, anarchiste italo-américain, auteur de l’attentat contre le roi d’Italie Humbert Ier d’Italie est retrouvé « suicidé » dans sa cellule[53].
- 28 mai : création à Berlin de la Hilfsverein der deutschen Juden (de) par James Simon[54], industriel des cotons et ami du Kaiser, pour l’amélioration sociale et politique des Juifs d’Europe de l’Est et d’Orient.

- 14 juin : l’égalité devant le service militaire est votée par le Riksdag de Suède[55] sur la proposition de l’évêque Billing.
- 24 juin : loi minière aux Pays-Bas. Début de l’exploitation du charbon du Limbourg[56].

- 1er juillet : Loi relative au contrat d’association en France[57].
- 22 juillet : Affaire de la Taff Vale (en), une compagnie de chemin de fer du pays de Galles, qui assigne en justice le syndicat de cheminots pour avoir organisé des piquets de grève. Le syndicat est condamné par la Haute Cour à payer une amende de 42 000 £. Suit une campagne des travaillistes pour la défense des droits syndicaux[58].
- 24 juillet : défaites des Conservateurs aux élections à la Chambre basse au Danemark, qui n’obtiennent que huit sièges. Le roi doit nommer Johan Henrik Deuntzer comme chef du gouvernement, qui forme le premier ministère danois disposant de la majorité au Folketing. Un régime parlementaire s’instaure sans changement constitutionnel[59].

- 28 juillet : Abraham Kuyper (1837-1920) devient Premier ministre des Pays-Bas (fin en 1905)[60].

- 26 octobre : prise en charge des salaires des maîtres d’école par l’État en Espagne[61].

- 12 novembre : les îles Britanniques sont frappées par une violente tempête qui tue près de 200 personnes[62].

- 10 décembre : à Stockholm, remise des premiers prix Nobel. Le prix Nobel de la paix est attribué au Suisse Henri Dunant et au Français Frédéric Passy[63].
- 21 décembre : en Norvège, des femmes votent pour la première fois (aux élections locales)[64]. Il faut payer 300 (à la campagne) à 400 (en ville) couronnes minimum pour avoir le droit de vote.

- Décembre : fondation en Suisse du Parti socialiste révolutionnaire[65] (SR) par la réunion des groupes de Russie, de l’Union des socialistes révolutionnaires à l’étranger et de la ligue socialiste agraire qui conserve son autonomie (Viktor Tchernov, Catherine Breshkovski, Grigori Guerchouni (en), Mikhaïl Goetz). Agitation en milieu paysan, programme fédéraliste, recours au terrorisme (Guerchouni, Azev).

- Loi militaire aux Pays-Bas permettant une mobilisation large et rapide[66].
- Mauvaise récoltes en Russie[67].

## Prix Nobel

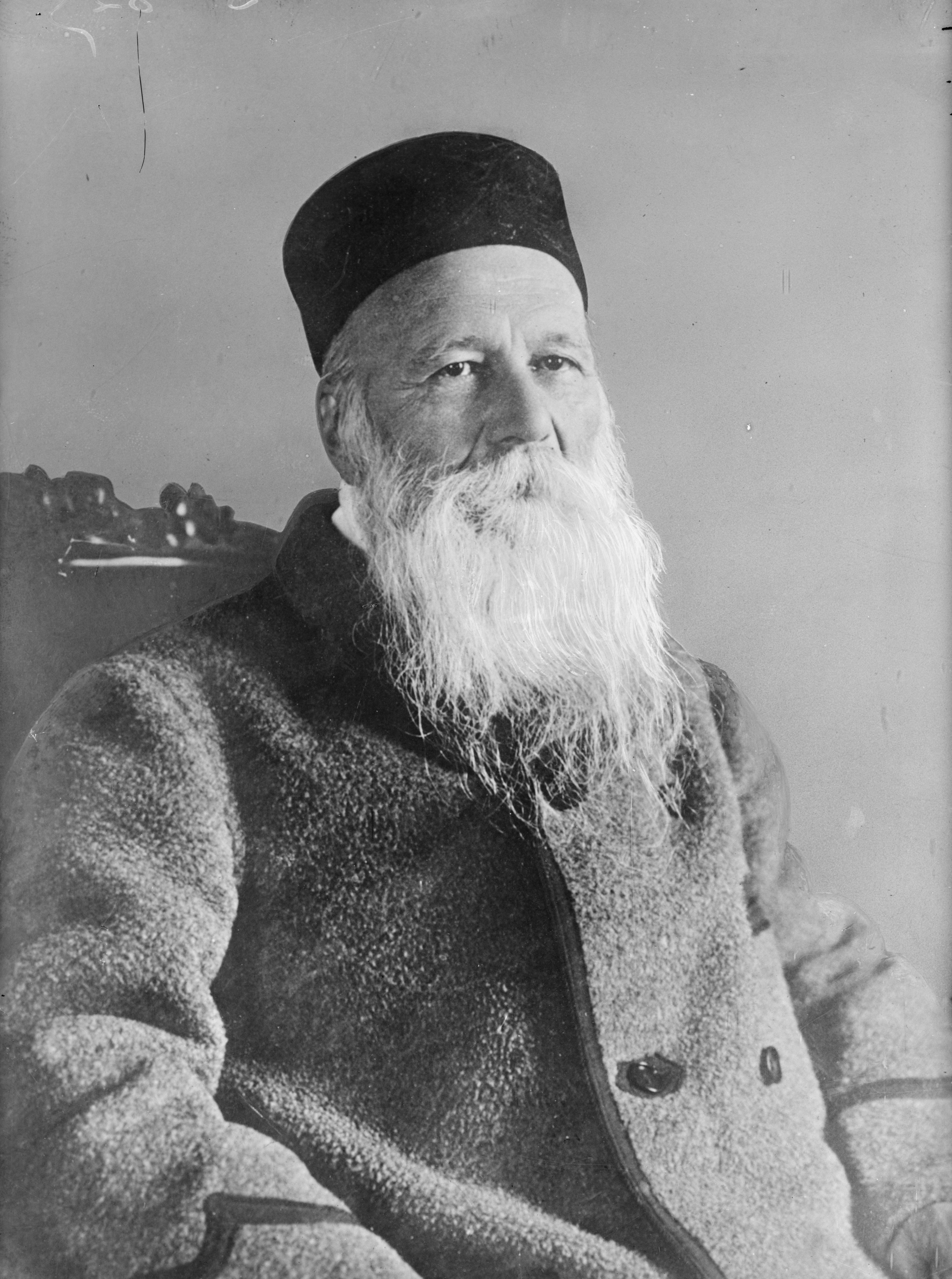
Henri Dunant

L’année 1901 marque l’attribution des premiers prix Nobel, qui ont été décernés aux lauréats suivants :
- Prix Nobel de physique : Wilhelm Röntgen
- Prix Nobel de chimie : Jacobus Henricus van 't Hoff
- Prix Nobel de physiologie ou médecine : Emil Adolf von Behring
- Prix Nobel de littérature : Sully Prudhomme
- Prix Nobel de la paix : Henri Dunant et Frédéric Passy

## Décès en 1901

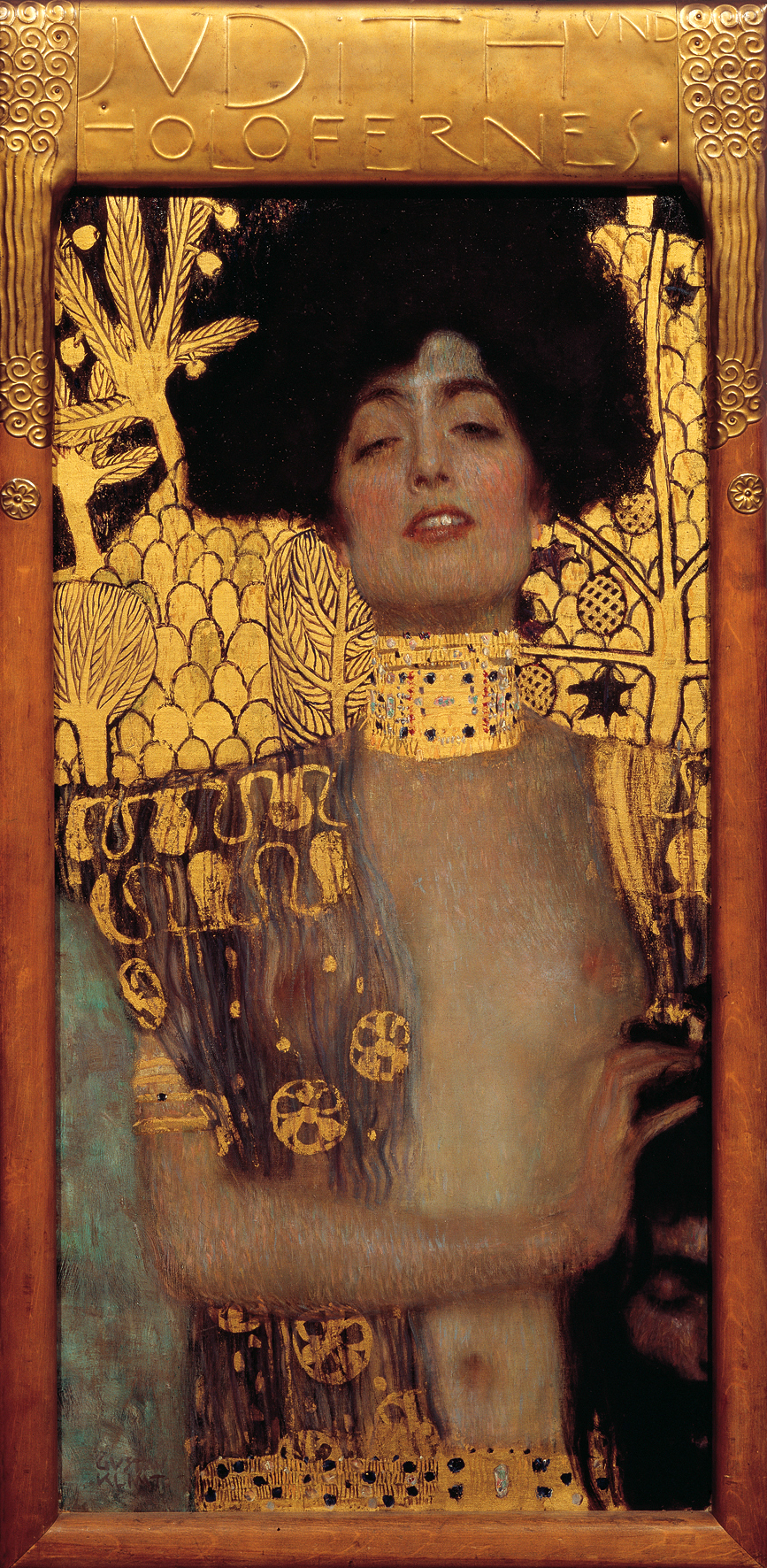
Judith I, de Gustav Klimt.La peinture en 1901 sur Commons